# Implicita funktionssatsen
Den implicita funktionssatsen är ett verktyg inom flervariabelanalys som i stor utsträckning handlar om att ge en konkret parameterframställning åt implicit definierade kurvor och ytor. Satsen är nära besläktad med den inversa funktionssatsen och är en av den moderna matematikens viktigaste och äldsta paradigm. Ursprunget till idén för den implicita funktionssatsen finns i skrifter av Isaac Newton (1642-1727) och Joseph Louis Lagrange (1763-1813) tog fram en sats som i grund och botten är en version av den implicita funktionssatsen. Dock var det Augustin Louis Cauchy (1789-1857) som först närmade sig den implicita funktionssatsen strikt matematisk och är allmänt erkänd som satsens upptäckare. 
Satsen formulerades först med termer från komplex analys och komplexa potensserier men har med tiden utvecklats. Med växande intresse och djupare förståelse för reell analys så växte en ny form av satsen fram med reella variabler. Denna version generaliserades slutligen av Ulisse Dini (1845-1918) till att gälla för funktioner av godtyckligt antal variabler.

## Inledande exempel
Nivåkurvan
{\displaystyle F(x,y)=x^{2}+y^{2}=1\,}
utgör inte en funktionsgraf då det för varje x större än -1 och mindre än 1 svarar två olika y-värden. I de allra flesta fall kan dock x2 + y2 = 1 lokalt tolkas som en kurva av formen y = f(x). Om (a, b) är en punkt på kurvan x2 + y2 = 1 och finns i området där y är större än noll och definitionsmängden för kurvan inskränks till en omgivning av (a, b) så blir 
{\displaystyle x^{2}+y^{2}=1,\quad y>0\qquad \iff \qquad y=f(x)={\sqrt {1-x^{2}}},\quad y>0}
Då y är mindre än noll och (a, b) är en punkt i detta område samt kurvans definitionsmängd inskränkts till en omgivning av (a, b) definierar F(x, y) = 1 på likartat sätt funktionssambandet 
{\displaystyle y=f(x)=-{\sqrt {1-x^{2}}},\quad y<0}
Notera att det inte finns några omgivningar av punkterna (-1, 0) och (1, 0) som definierar en funktion y = f(x).

## Den implicita funktionssatsen
Låt F(x, y) vara en reellvärd C1-funktion definierad i en omgivning av punkten (a, b).
Vi antar att F(x, y) uppfyller de båda villkoren 
{\displaystyle F(a,b)=C,\qquad F'_{y}(a,b)\neq 0}
Då gäller: 
- Det finns en öppen omgivning U av (a, b) och en entydigt bestämd C1-funktion, y = f(x), som uppfyller 
{\displaystyle F(x,f(x))=C\qquad \forall \left(x,y\right)\in U,}
och som implicit definieras av restriktionen av nivåkurvan till {\displaystyle U}.

- Derivatan för denna funktion blir
{\displaystyle f'_{x}(x)=-{\frac {F'_{x}(x,f(x))}{F'_{y}(x,f(x))}}}

### Fler än två variabler
Det finns även en motsvarighet för funktioner av fler än två variabler. För funktionen F(x,y,z) är villkoret F’z(a, b, c) ≠ 0 tillräckligt för att man lokalt kring (a, b, c) skall kunna anse att sambandet
{\displaystyle F(x,y,z)=C\,}
är en funktionsyta 
{\displaystyle z=f(x,y)\,}
med partiella derivator
{\displaystyle f'_{x}(x,y)=-{\frac {F'_{x}(x,y,f(x,y))}{F'_{z}(x,y,f(x,y))}}\qquad f'_{y}(x,y)=-{\frac {F'_{y}(x,y,f(x,y))}{F'_{z}(x,y,f(x,y))}}}.

Mer allmänt, låt {\textstyle \mathbf {F} :\mathbb {R} ^{n}\times \mathbb {R} ^{m}\to \mathbb {R} ^{n}} vara en C1-funktion.
Antag att det finns {\displaystyle \mathbf {C} \in \mathbb {R} ^{n}} så att punkten {\displaystyle (\mathbf {a} ,\mathbf {b} )\in \mathbb {R} ^{n}\times \mathbb {R} ^{m}} uppfyller ekvationssystemet{\displaystyle {\begin{aligned}{\text{ }}\\[1pt]\mathbf {F} (\mathbf {x} ,\mathbf {t} )=\mathbf {C} ,\qquad {\frac {d(\mathbf {F} )}{d(\mathbf {x} )}}={\begin{vmatrix}{\dfrac {\partial F_{1}}{\partial x_{1}}}&\cdots &{\dfrac {\partial F_{1}}{\partial x_{n}}}\\\vdots &\ddots &\vdots \\{\dfrac {\partial F_{n}}{\partial x_{1}}}&\cdots &{\dfrac {\partial F_{n}}{\partial x_{n}}}\end{vmatrix}}\neq 0\,.\\[1pt]{\text{ }}\end{aligned}}}Då definierar detta ekvationssystem i en omgivning av {\displaystyle (\mathbf {a} ,\mathbf {b} )} en funktion {\displaystyle \mathbf {f} :\mathbb {R} ^{m}\to \mathbb {R} ^{n},\ \mathbf {t} \mapsto \mathbf {x} =\mathbf {f} (\mathbf {t} )} av klass C1.

### Bevis
Då matematiker fick bättre och bättre förståelse för den implicita funktionssatsen framkom det alternativa bevis samt en mängd generaliseringar av satsen. Bevis kan till exempel utföras genom utnyttjande av den inversa funktionssatsen.

## Exempel
Betrakta nivåkurvan y5 + xy - 4 = 0 och punkten (3, 1). Då
{\displaystyle F(3,1)=0,\qquad F'_{y}(3,1)=8\neq 0}
finns det enligt satsen en kontinuerlig och deriverbar funktion i en öppen omgivning av (3, 1) sådan att y = f(x). Derivatan av denna funktion är
{\displaystyle f'(x)=-{\frac {y}{5y^{4}+x}}}
Speciellt
{\displaystyle x=3,\quad y=1\quad \Rightarrow \quad f'(3)=-{\frac {1}{8}}}